# Bedevaartkluis

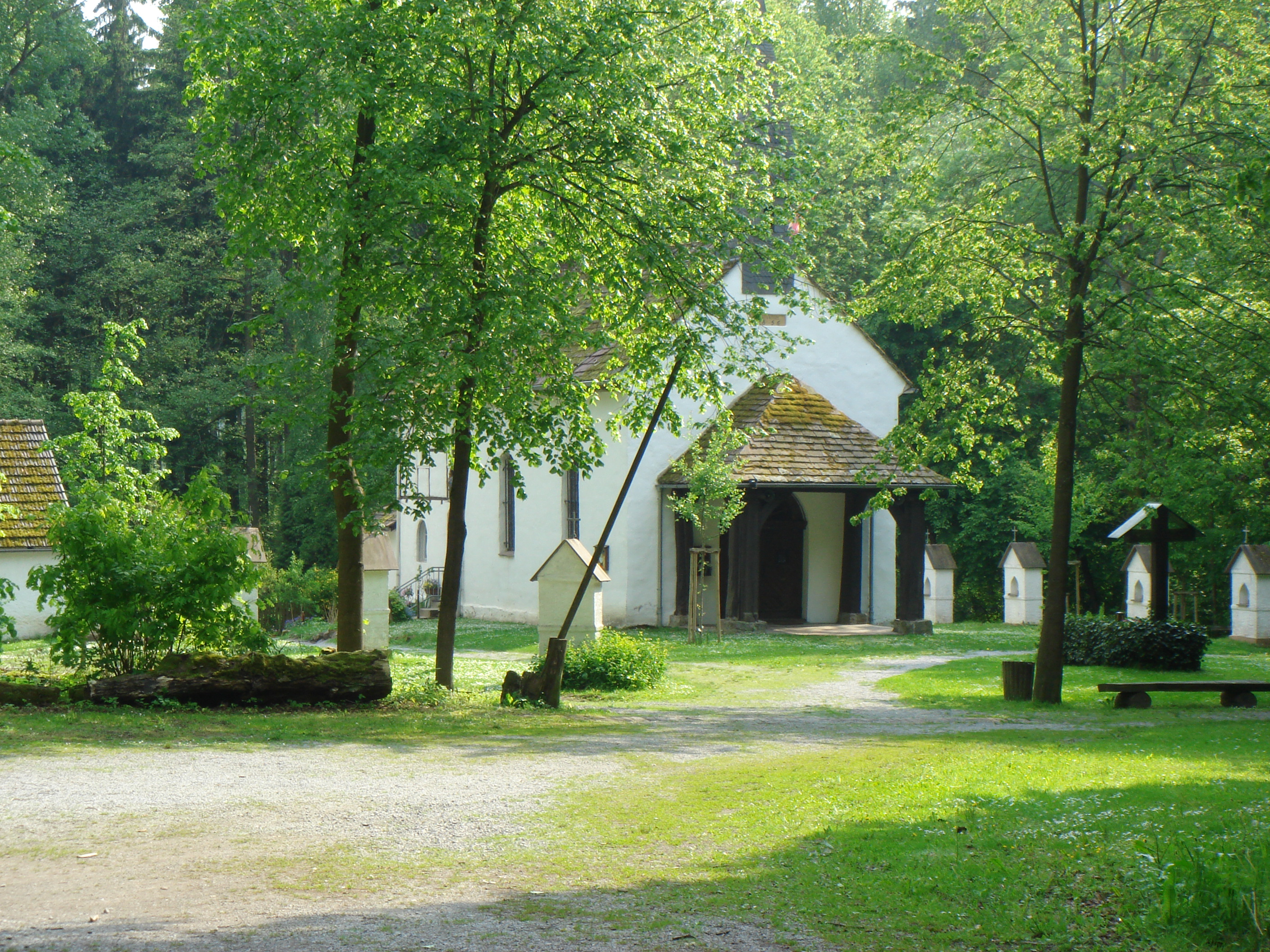
De bedevaartkluis van Eddessen

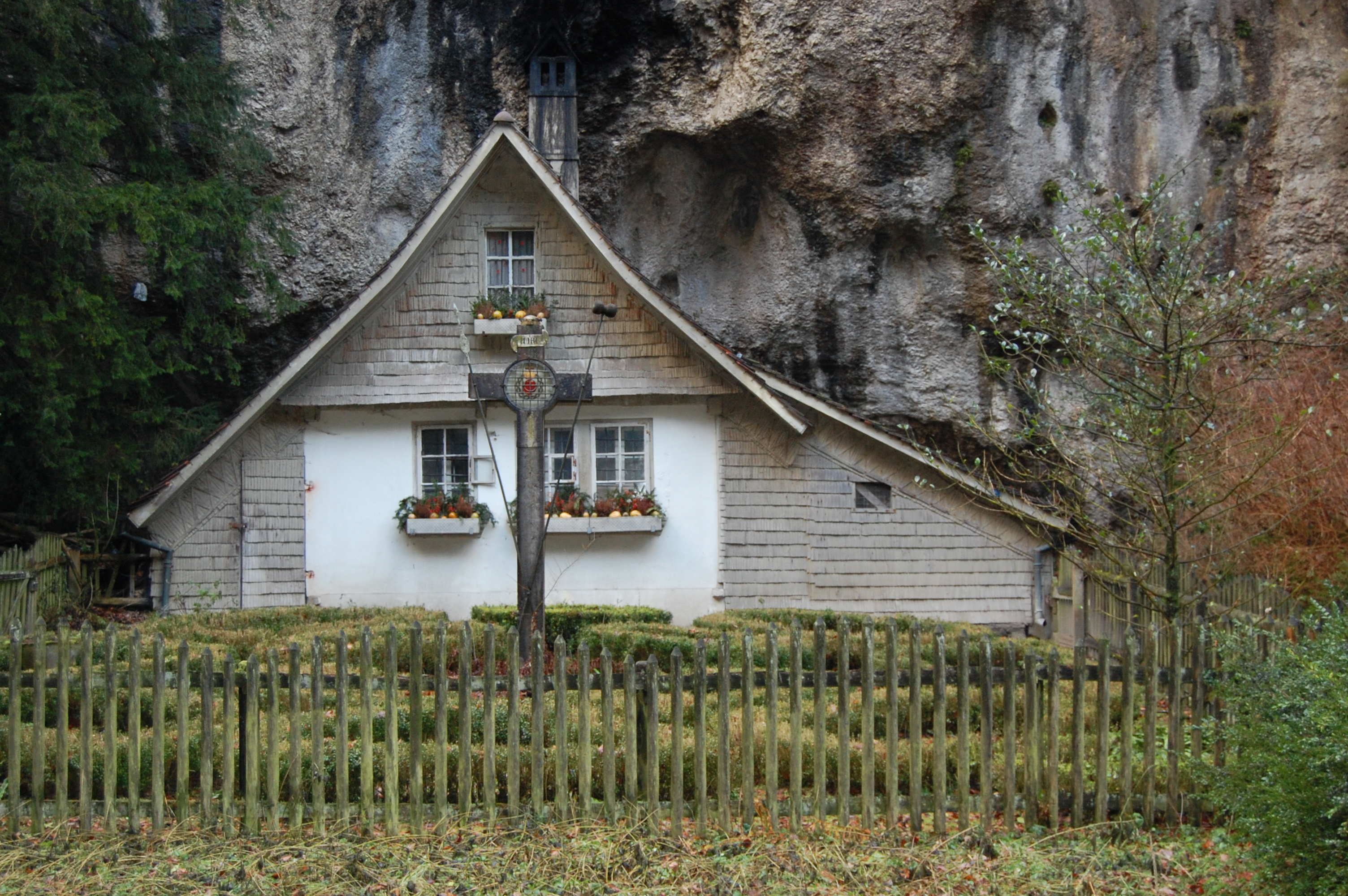
De bedevaartkluis van Solothurn

Een bedevaartkluis is een kluizenarij waaraan een kapel of kerk is verbonden die het doel is van bedevaarten. Deze combinatie bestaat al sinds de middeleeuwen, maar nam vooral een hoge vlucht tijdens de contrareformatie. Soms ontstond er een bedevaart in de kapel van een al bestaande kluis, zoals in de Kluis op de Schaelsberg en in de kapel van Onze Lieve Vrouwe van de Besloten Tuin. Soms ook vestigde zich een kluizenaar bij een bestaande bedevaartkapel, wat bijvoorbeeld lang het geval is geweest bij Onze Lieve Vrouwe in 't Zand.
In de zeventiende en achttiende eeuw waren er aan de meeste West-Europese kluizen bedevaarten verbonden. Hoewel het kluizenaarsleven tussen de achttiende en de twintigste eeuw een zware crisis heeft doorgemaakt, die veel heiligdommen van hun kluizenaars heeft ontdaan, bestaat deze situatie op veel plaatsen nog voort. Het bekendste voorbeeld is de Verenaschlucht bij Solothurn in Zwitserland, maar ook in Duitsland zijn er nog legio voorbeelden, zoals in de kluis van Frauenbründl en de kluis van Eddessen.